# Rio Vaige
Vaige é um rio localizado nos departamentos de Sarthe e Mayenne, no centro-norte da França. Nasce em Saint-Léger e flui em geral para sudeste. É afluente pela margem direita do rio Sarthe, sendo a confluência em Sablé-sur-Sarthe.

## Départementse comunas atravessados
- Departamento de Mayenne: Saint-Léger, Vaiges, Saint-Georges-le-Fléchard, La Bazouge-de-Chemeré, La Cropte, Saint-Denis-du-Maine, Préaux, Ballée, Beaumont-Pied-de-Bœuf
- Departamento de Sarthe: Auvers-le-Hamon
- Departamento de Mayenne (de novo): Saint-Loup-du-Dorat, Bouessay
- Departamento de Sarthe (de novo): Sablé-sur-Sarthe